# 761
761(칠백육십일)은 760보다 크고 762보다 작은 자연수다.

## 수학
- 135번째 소수다. 앞의 소수는 757, 다음 소수는 769다.
  - 34번째 소피 제르맹 소수(↔ 1523)다. 앞의 소피 제르맹 소수는 743, 다음은 809다.
  - 91번째 첸 소수다. 앞의 첸 소수는 751, 다음은 769다.
  - 허수부가 없는 아인슈타인 소수다.
- {\displaystyle 761=19^{2}+20^{2}}
  - 20번째 중심있는 사각수로, 연속하는 두 자연수의 제곱합으로 나타낼 수 있다. 앞의 중심있는 사각수는 685, 다음은 841이다.

## 교통

### 철도
- 서울 지하철 7호선 석남역의 역번호.

### 도로
- 유럽 고속도로 761호선: 보스니아 헤르체고비나 비하치에서 세르비아 자예차르까지 이어지는 유럽 고속도로.
- 현도 제761호선

## 군사
- 761 해군 항공대(영어판): 과거 존재한 영국의 해군 항공대.
- U-761(영어판): 제2차 세계 대전에 사용된 나치 독일의 군용 잠수함.

## 문화유산
- 대한민국의 보물 제761호: 대불정여래밀인수증요의제보살만행수능엄경(언해) 권2, 5

## 기타
- 연도: 761년, 기원전 761년